# IBNtxA
IBNtxA — атипичный опиоидный анальгетик, синтезированный на основе налтрексона. В исследованиях на животных он оказывает мощный болеутоляющий эффект, который блокируется леваллорфаном, поэтому кажется, что он связывается с μ-опиоидными рецепторами, однако характерных запора и угнетения дыхания не происходит, а также не появляется ни эффекта вознаграждения, ни раздражения в методике условного предпочитаемого места. Эти необычные свойства, как полагают, являются результатом действия агониста на альтернативный сплайсинг или на гетеродимер μ-опиоидного рецептора, в отличие от формы полной длины, которая является целью для обычных опиоидов.
В частности, двум группам мышей на протяжении нескольких дней два раза в день давали морфин (6мг\кг) и IBNtxA (1мг\кг). Количество мышей, ощутивших обезболивание в обеих группах, было равно 80 % от общего количества. Анальгезия у группы мышей, получающей морфин, закончилась уже к пятому дню ввиду толерантности, а в группе, получавшей IBNtxA анальгезия наблюдалась у примерно 15 % к 10 дню.